# Finale Coppa Italia 1987
De finale van de Coppa Italia van het seizoen 1986–1987 werd gehouden op 7 en 13 juni 1987. Atalanta Bergamo nam het op tegen Napoli. De heenwedstrijd in het Stadio San Paolo in Napels eindigde in 3–0 voor Napoli. Ook de terugwedstrijd in het Stadio Atleti Azzurri d'Italia in Bergamo werd door de Napolitanen gewonnen. Het was de derde bekerzege voor de Partenopei. 

## Finale

### Heenwedstrijd
|             |                               |       |                  |                                                                    |
| 7 juni 1987 | Napoli                        | 3 – 0 | Atalanta Bergamo | Stadio San Paolo, Napels Scheidsrechter: Giancarlo Redini (Italië) |
| 7 juni 1987 | Renica 67' Muro 71' Bagni 77' |       |                  | Stadio San Paolo, Napels Scheidsrechter: Giancarlo Redini (Italië) |

| Napoli | Atalanta |

| Napoli:         |    |                    |     |
|                 |    |                    |     |
| GK              | 1  | Claudio Garella    |     |
| RB              | 2  | Ciro Ferrara       |     |
| CB              | 5  | Moreno Ferrario    |     |
| CB              | 6  | Alessandro Renica  |     |
| LB              | 3  | Giuseppe Volpecina | 88' |
| DM              | 4  | Salvatore Bagni    |     |
| CM              | 7  | Luciano Sola       | 59' |
| CM              | 8  | Francesco Romano   |     |
| AM              | 10 | Diego Maradona     |     |
| CF              | 9  | Bruno Giordano     |     |
| CF              | 11 | Andrea Carnevale   | 81' |
| Wisselspelers:  |    |                    |     |
| MF              |    | Ciro Muro          | 59' |
| MF              |    | Luigi Caffarelli   | 81' |
| DF              |    | Tebaldo Bigliardi  | 88' |
| Coach:          |    |                    |     |
| Ottavio Bianchi |    |                    |     |

| Atalanta Bergamo: |    |                     |     |
|                   |    |                     |     |
| GK                | 1  | Ottorino Piotti     |     |
| RB                | 2  | Gianpaolo Rossi     | 81' |
| CB                | 5  | Costanzo Barcella   |     |
| CB                | 6  | Domenico Progna     |     |
| LB                | 3  | Carmine Gentile     |     |
| DM                | 4  | Cesare Prandelli    |     |
| CM                | 7  | Glenn Strömberg     |     |
| CM                | 8  | Valter Bonacina     |     |
| AM                | 10 | Marino Magrin       |     |
| CF                | 9  | Giuseppe Incocciati | 84' |
| CF                | 11 | Giuseppe Compagno   | 82' |
| Wisselspelers:    |    |                     |     |
| FW                |    | Aldo Cantarutti     | 81' |
| MF                |    | Bruno Limido        | 82' |
| DF                |    | Luigino Pasciullo   | 84' |
| Coach:            |    |                     |     |
| Nedo Sonetti      |    |                     |     |

### Terugwedstrijd
|              |                  |              |        |                                                                               |
| 13 juni 1987 | Atalanta Bergamo | 0 – 1        | Napoli | Stadio Atleti Azzurri d'Italia, Bergamo Scheidsrechter: Carlo Longhi (Italië) |
| 13 juni 1987 |                  | 85' Giordano |        | Stadio Atleti Azzurri d'Italia, Bergamo Scheidsrechter: Carlo Longhi (Italië) |

| Atalanta | Napoli |

| Atalanta Bergamo: |    |                   |     |
|                   |    |                   |     |
| GK                | 1  | Ottorino Piotti   |     |
| RB                | 2  | Gianpaolo Rossi   | 75' |
| CB                | 5  | Costanzo Barcella |     |
| CB                | 6  | Domenico Progna   |     |
| LB                | 3  | Carmine Gentile   |     |
| DM                | 4  | Andrea Icardi     |     |
| CM                | 7  | Glenn Strömberg   |     |
| CM                | 8  | Valter Bonacina   |     |
| AM                | 10 | Marino Magrin     |     |
| CF                | 9  | Giuseppe Compagno |     |
| CF                | 11 | Bruno Limido      | 54' |
| Wisselspelers:    |    |                   |     |
| FW                |    | Aldo Cantarutti   | 54' |
| DF                |    | Eugenio Perico    | 75' |
| Coach:            |    |                   |     |
| Nedo Sonetti      |    |                   |     |

| Napoli:         |    |                      |     |
|                 |    |                      |     |
| GK              | 1  | Claudio Garella      |     |
| RB              | 2  | Ciro Ferrara         |     |
| CB              | 5  | Tebaldo Bigliardi    |     |
| CB              | 6  | Moreno Ferrario      |     |
| LB              | 3  | Giuseppe Volpecina   | 46' |
| DM              | 4  | Salvatore Bagni      |     |
| CM              | 8  | Fernando De Napoli   | 75' |
| CM              | 11 | Francesco Romano     |     |
| AM              | 10 | Diego Maradona       |     |
| CF              | 9  | Bruno Giordano       |     |
| CF              | 7  | Andrea Carnevale     | 60' |
| Wisselspelers:  |    |                      |     |
| DF              |    | Giuseppe Bruscolotti | 46' |
| MF              |    | Ciro Muro            | 60' |
| MF              |    | Luigi Caffarelli     | 75' |
| Coach:          |    |                      |     |
| Ottavio Bianchi |    |                      |     |

1922 ·
1923–1935 ·
1936 ·
1937 ·
1938 ·
1939 ·
1939 ·
1939 ·
1939 ·
1939 ·
1944–1957 ·
1958 ·
1959 ·
1960 ·
1961 ·
1962 ·
1963 ·
1964 ·
1965 ·
1966 ·
1967 ·
1968 ·
1969 ·
1970 ·
1971 ·
1972 ·
1973 ·
1974 ·
1975 ·
1976 ·
1977 ·
1978 ·
1979 ·
1980 ·
1981 ·
1982 ·
1983 ·
1984 ·
1985 ·
1986 ·
1987 ·
1988 ·
1989 ·
1990 ·
1991 ·
1992 ·
1993 ·
1994 ·
1995 ·
1996 ·
1997 ·
1998 ·
1999 ·
2000 ·
2001 ·
2002 ·
2003 ·
2004 ·
2005 ·
2006 ·
2007 ·
2008 ·
2009 ·
2010 ·
2011 ·
2012 ·
2013 ·
2014 ·
2015 ·
2016 ·
2017 ·
2018 ·
2019 ·
2020 .
2021 .
2022 .
2023 .
2024 .